# J.F. Kjølbro
For personen, se Jógvan Frederik Kjølbro.
P/F J.F. Kjølbro eller JFK er en rederi- og handelsvirksomhed i Klaksvík på Færøerne. Den blev etableret i 1915 af Jógvan Fríðrik Kjølbro, der har lagt navn til virksomheden. Jógvan F. Kjølbro og hans bror  Dávur fik deres første skib i 1913, Dávur var skipper og Jógvan var reder, så rederivirksomheden startede i 1913, men handelsvirksomheden J.F. Kjølbro blev først etableret to år senere i 1915. Samtidig med at han startede med handelsvirksomheden skiftede han sit gamle efternavn Joensen ud med Kjølbro, og derefter blev han kaldt Kjølbro af de fleste. 15-20 år efter, at virksomheden var etableret, var J.F. Kjølbro Færøernes største virksomhed.

## Bog om J.F. Kjølbro
I 2015 udgav efterkommere af Jógvan Frederik Kjølbro en bog om personen og om hans virksomhed. Bogen er skrevet af Óli Jacobsen, forhenværende formand for Føroya Fiskimannafelag og forhenværende politiker. Efterkommerne som udgav bogen er  Jóannes Kjølbro, Anders Harboe Ree og Finn Kjølbro. Bogen har titlen Kjølbro, lív og virki og er på 500 sider.

## Eksterne links
- Kjølbro engroshandel Arkiveret 6. oktober 2015 hos  Wayback Machine